# شیمر آرتزو
شیمر آرتزو (به ایتالیایی: la Chimera di Arezzo) یک جسم نذری برنزی مربوط به قوم اتروسک است که در دوران باستان در ایتالیای کنونی می‌زیستند. شیمر آرتزو که تاریخ ساخت آن سدهٔ چهارم پیش از میلاد است معروف‌ترین شیء هنری اتروسکی است.
این تندیس در سال ۱۵۵۳ میلادی به طور اتفاقی در نزدیکی شهر آرتزو در توسکانی پیدا شد و بلافاصله پس از کشف، کوسیمو یکم مدیچی، دوک اعظم توسکانی، آن را به تصاحب خود درآورد و سپس آن را در کاخ وکیو در شهر فلورانس قرار داد.
شیمر آرتزو از آن زمان در شهر فلورانس ماند و امروزه در موزه ملی باستان‌شناسی فلورانس نگهداری می‌شود.
این تندیس شیمر از جنس برنز است و چشم‌گاه‌های آن احتمالاً با عاج پر شده‌بود. بلندی آن ۷۵ سانتیمتر است و احتمالاً میان سال‌های ۳۸۰ تا ۳۶۰ پیش از میلاد ساخته شده‌است.
بر روی پای راست جلوی تندیس واژه‌ای به زبان اتروسکی به این صورت TINSCVIL دیده می‌شود.
این تندیس نیز مانند بسیاری از اشیای اتروسکی نوعی پیشکش نذری است. از واژهٔ حک شده بر روی آن چنین برمی‌آید که این شیء به تینیا، ایزد اعظم اتروسکی که هم‌ارز ایزد زئوس در یونان باستان و ژوپیتر در روم بود نذر شده‌است.

## نگارخانه

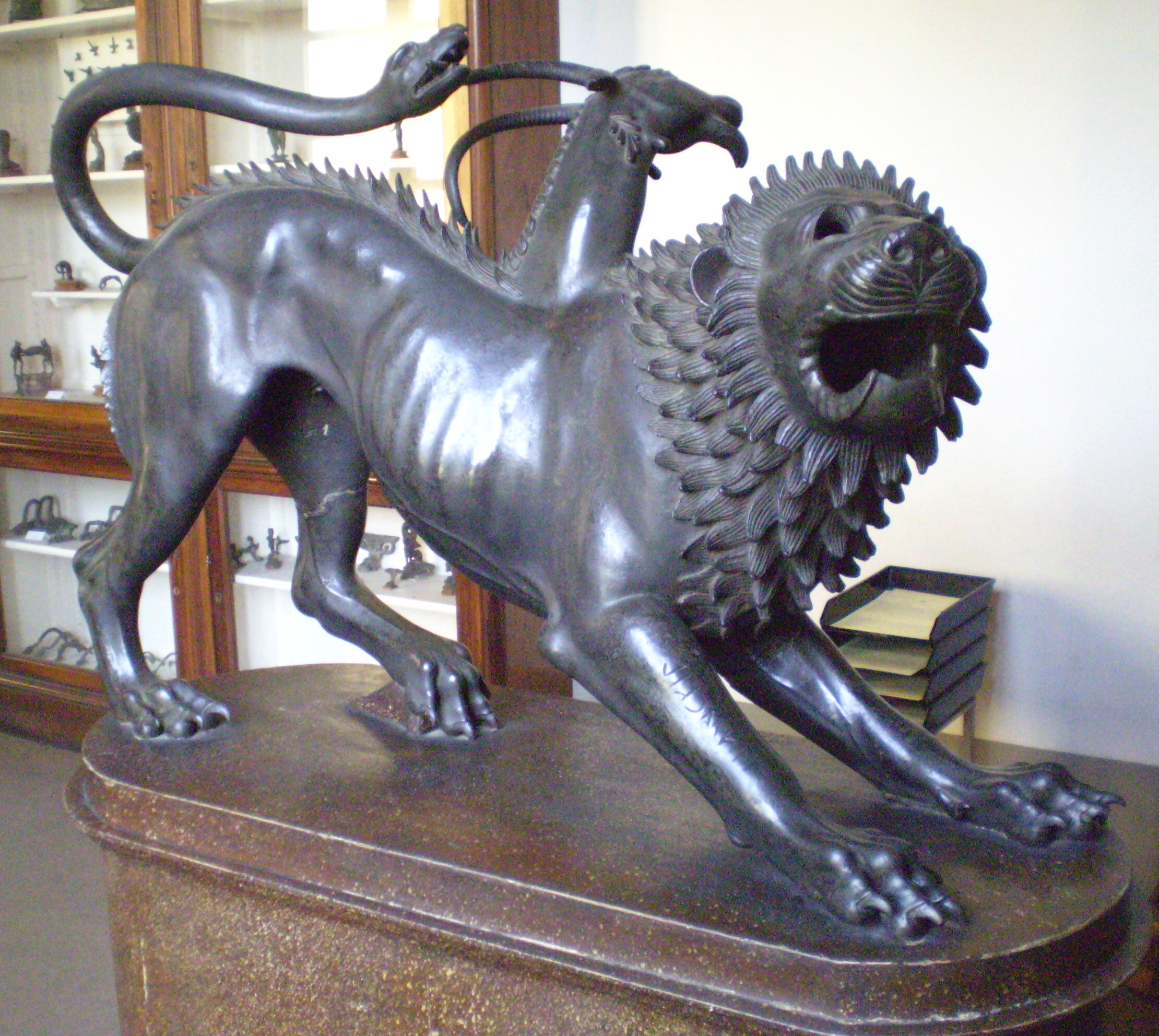
شیمر آرتزو در تالار برنجینه‌ها[۲] در موزه ملی باستان‌شناسی فلورانس.
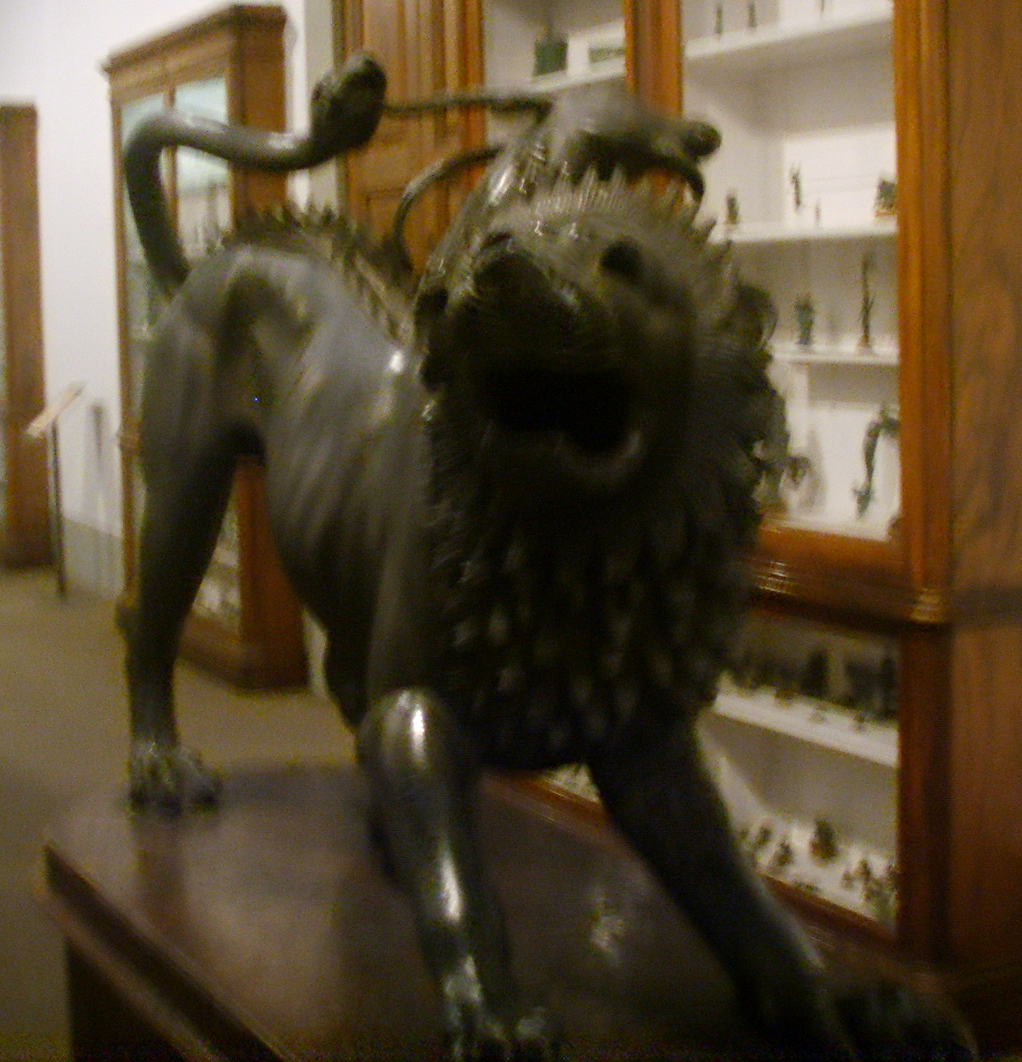
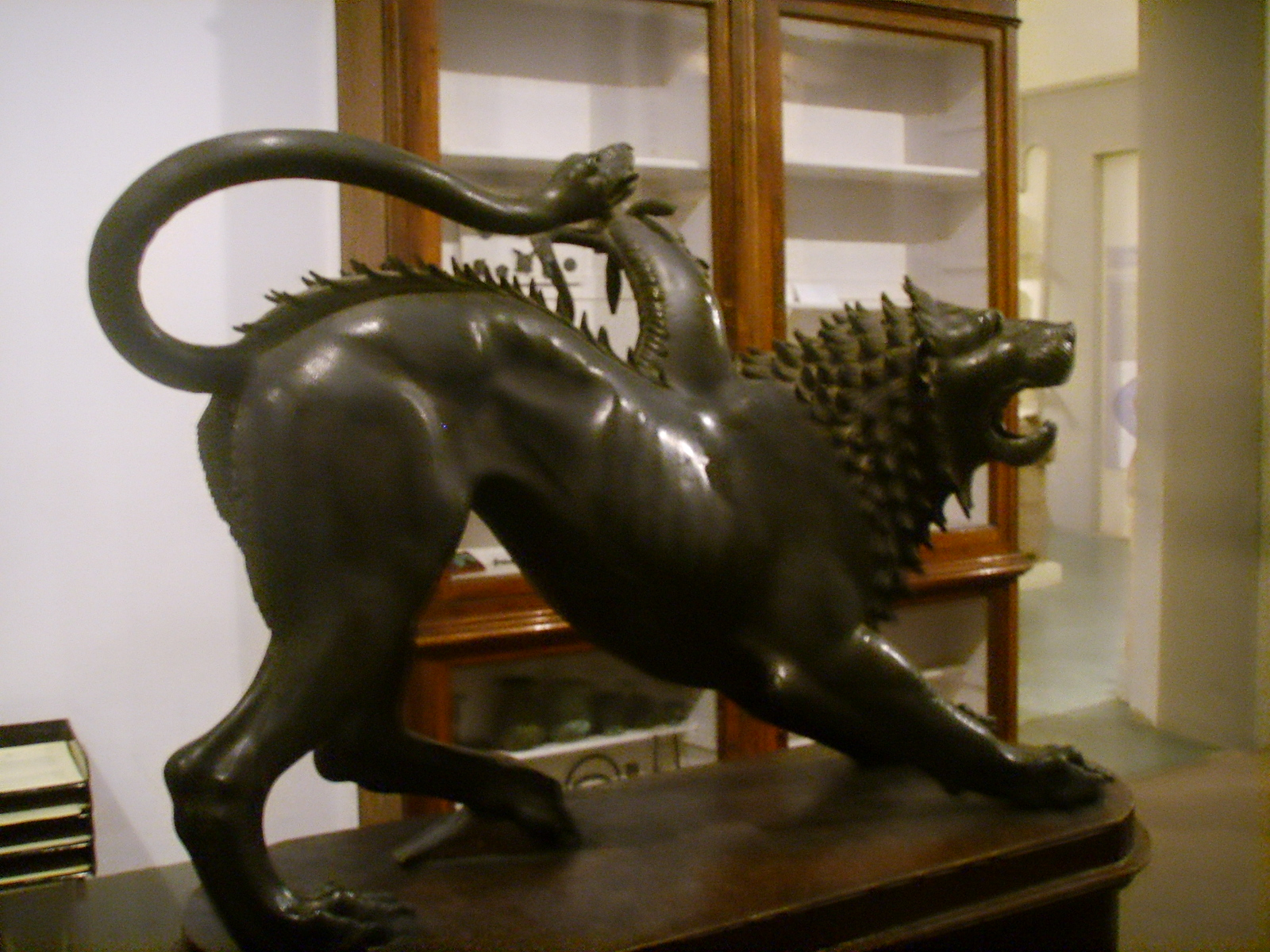
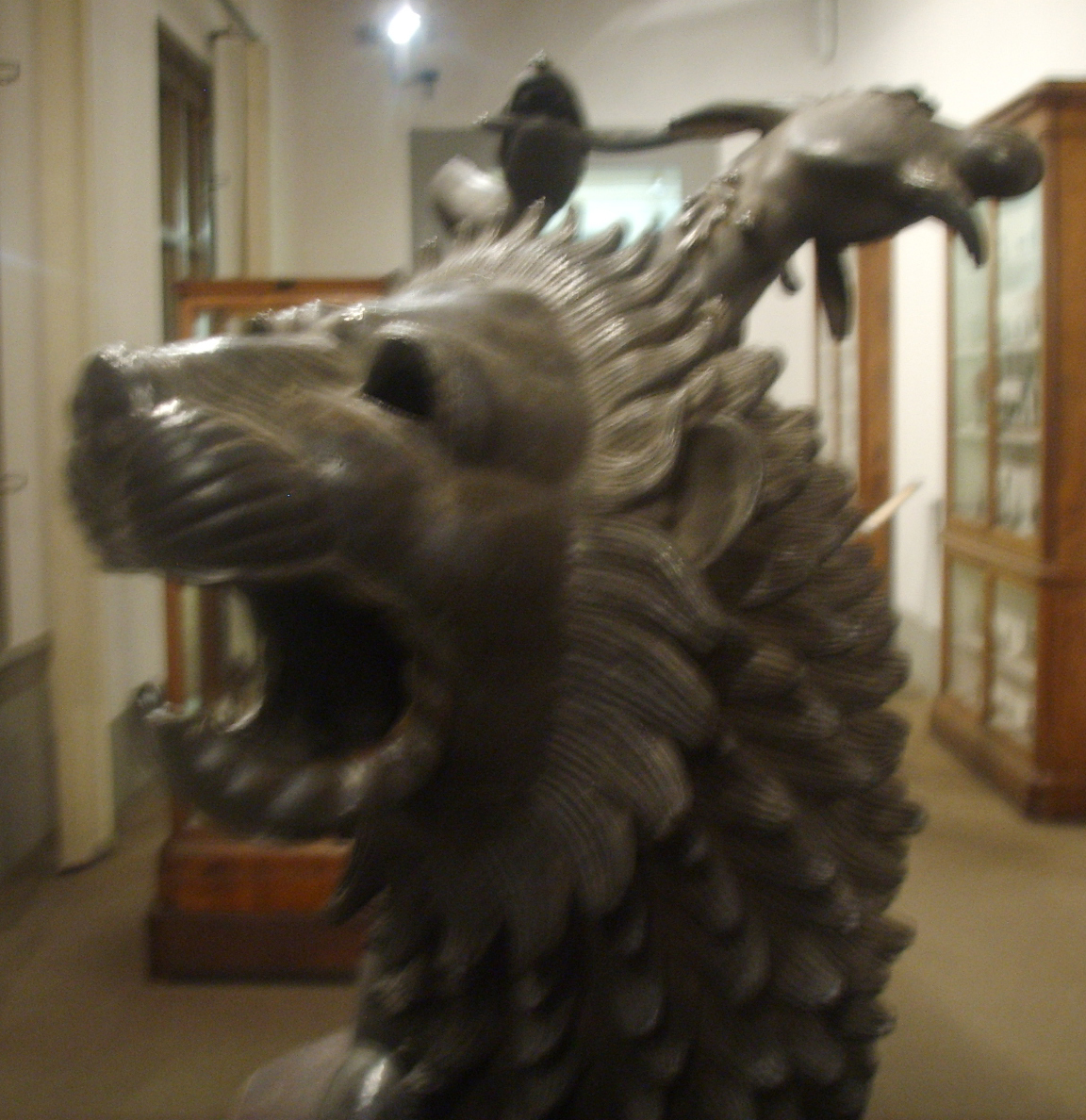
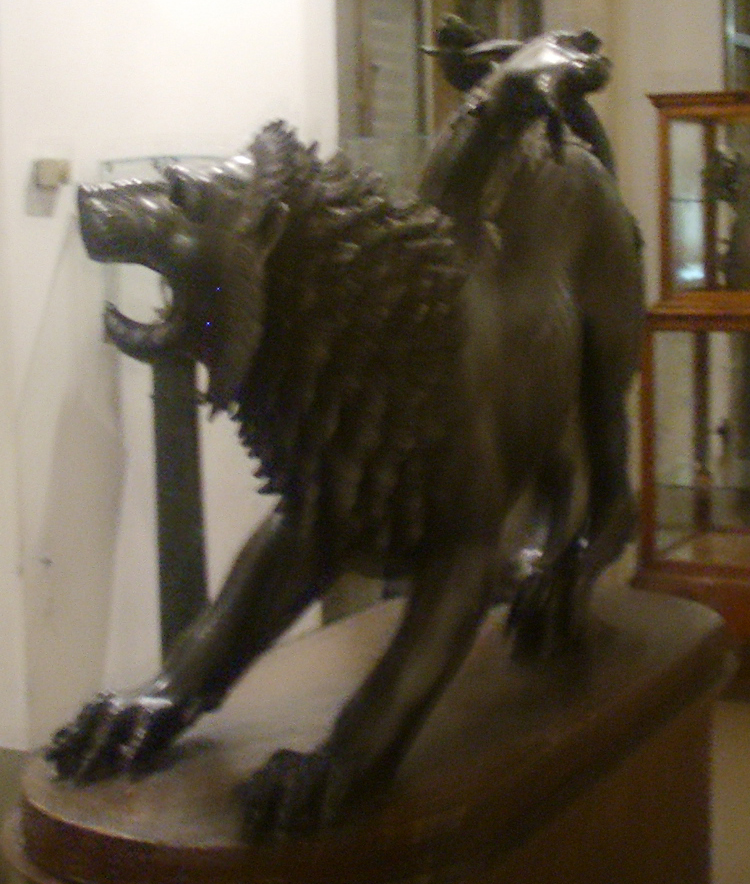
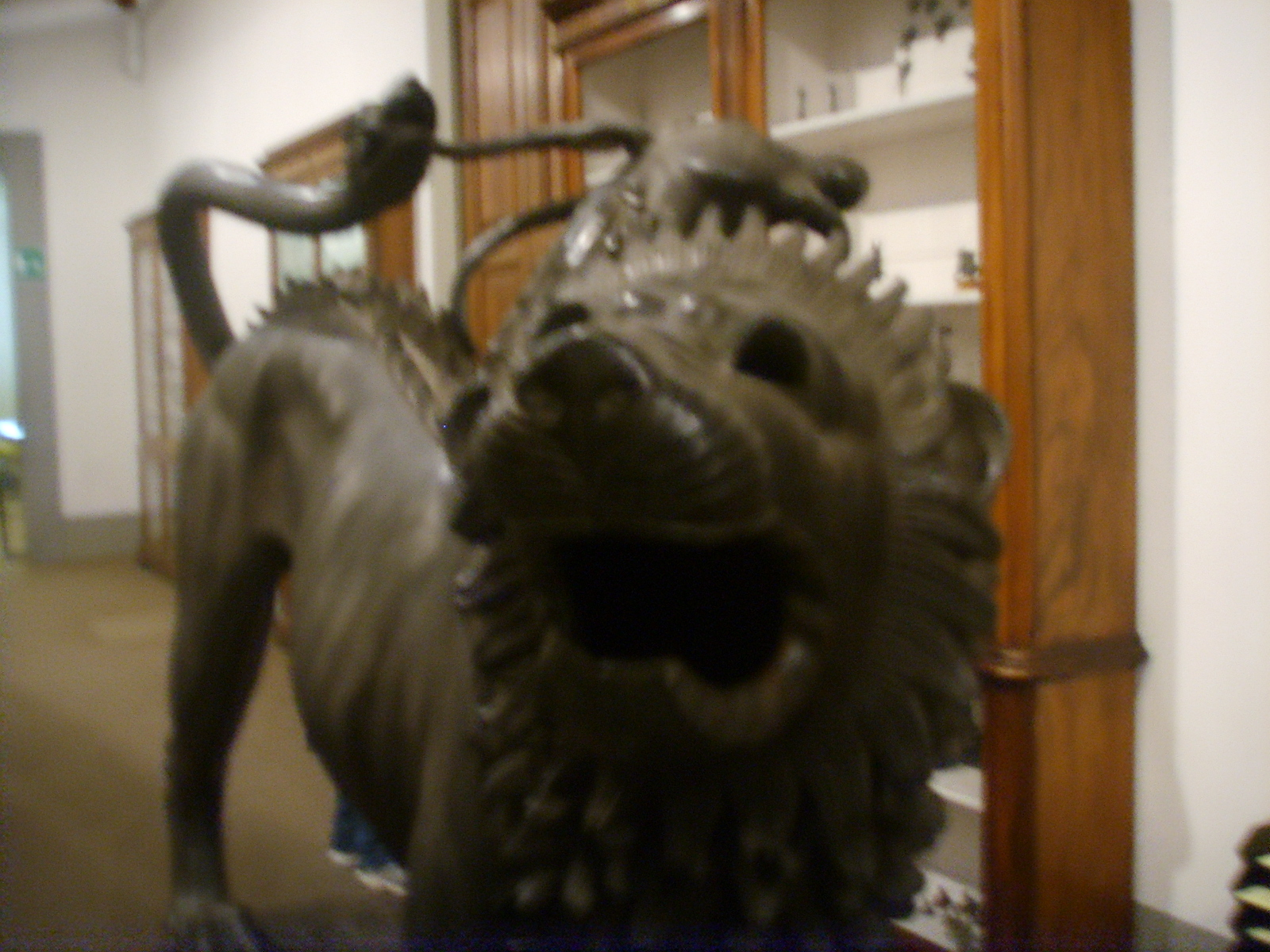
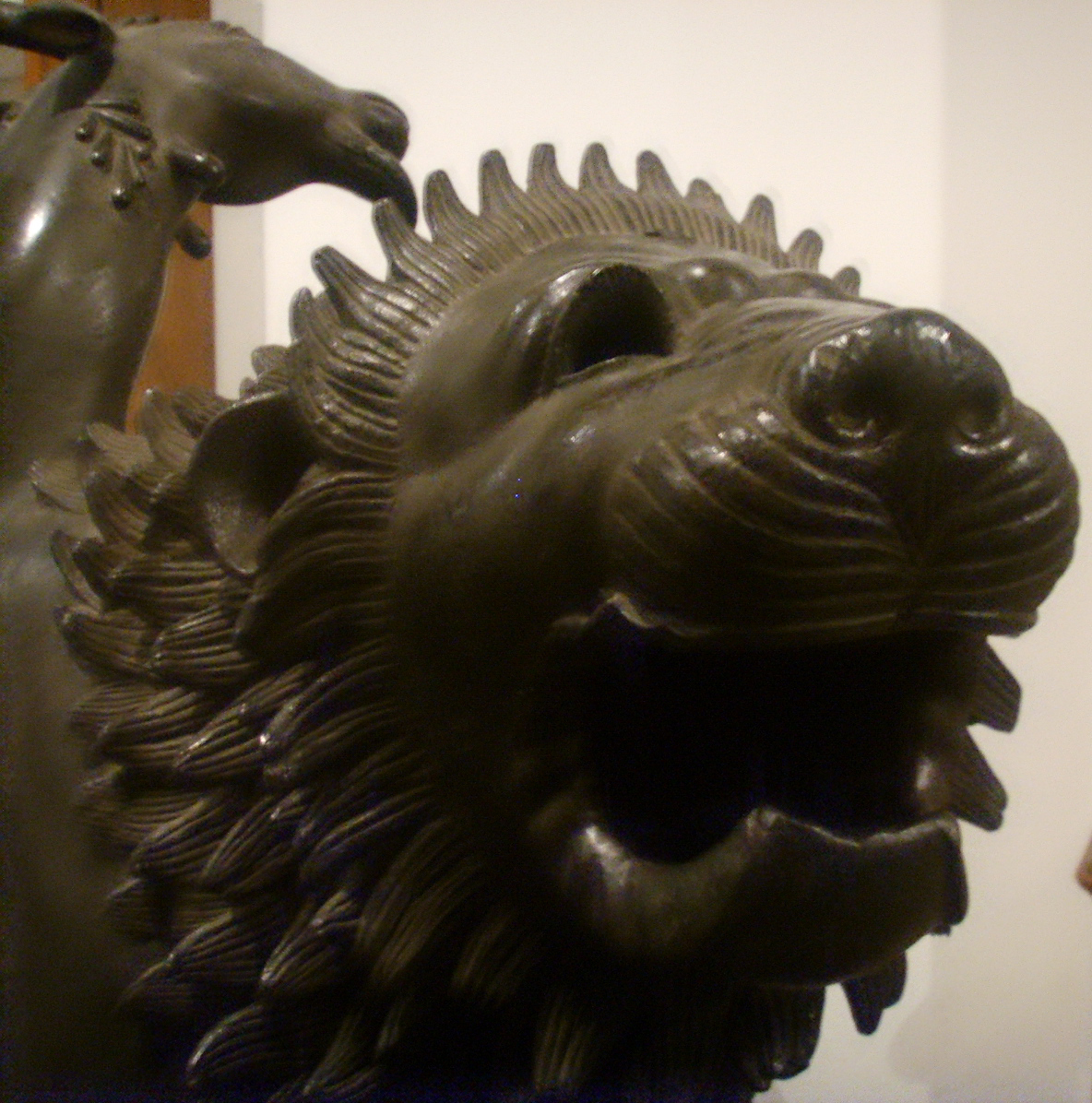
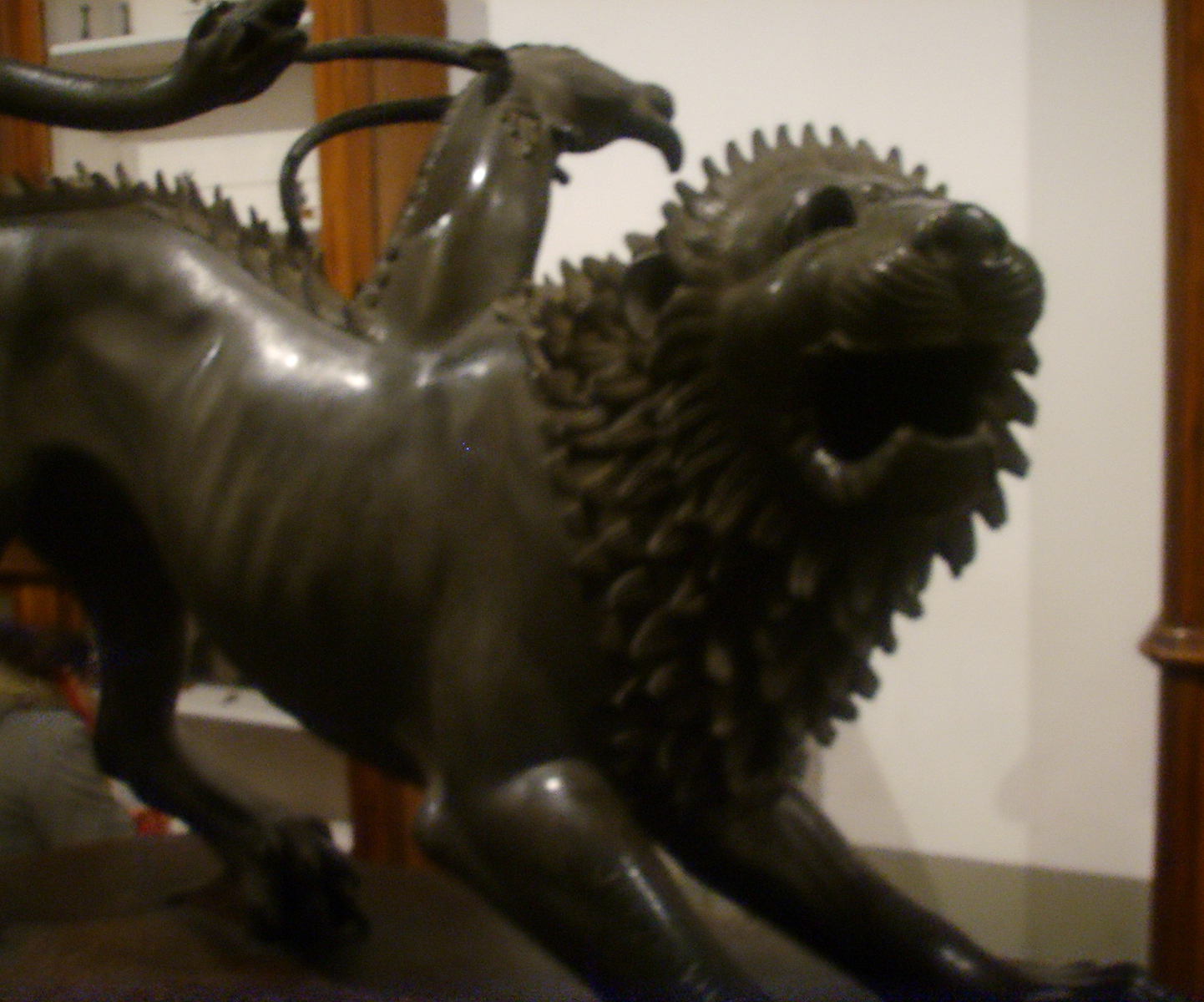
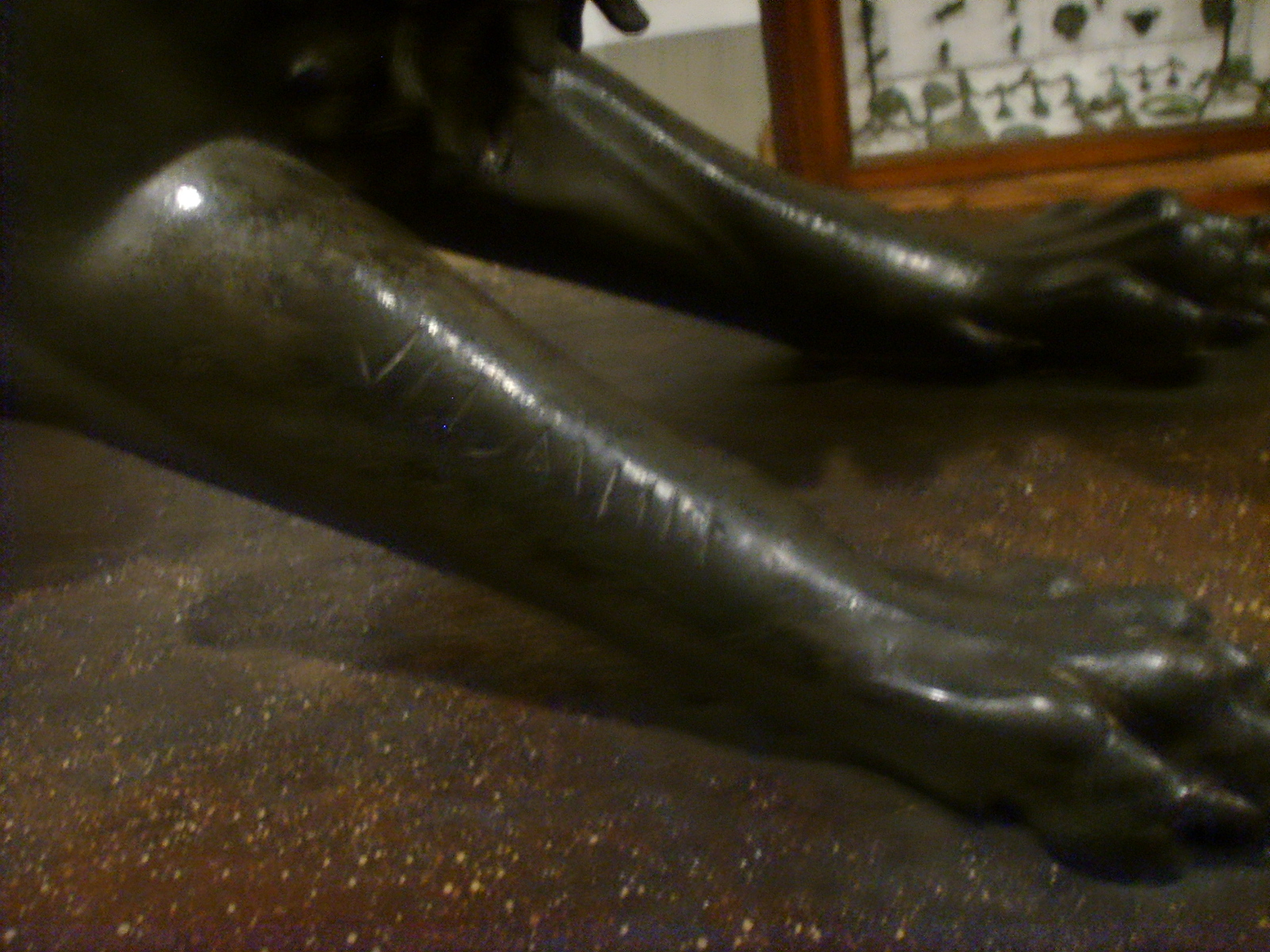